# Saint-Aubin-des-Préaux
Saint-Aubin-des-Préaux és un municipi francès situat al departament de la Manche i a la regió de Normandia. L'any 2007 tenia 408 habitants.

## Demografia

### Població
El 2007 la població de fet de Saint-Aubin-des-Préaux era de 408 persones. Hi havia 159 famílies de les quals 36 eren unipersonals (8 homes vivint sols i 28 dones vivint soles), 52 parelles sense fills, 67 parelles amb fills i 4 famílies monoparentals amb fills.
La població ha evolucionat segons el següent gràfic:
Habitants censats

### Habitatges
El 2007 hi havia 196 habitatges, 160 eren l'habitatge principal de la família, 26 eren segones residències i 10 estaven desocupats. 192 eren cases i 3 eren apartaments. Dels 160 habitatges principals, 135 estaven ocupats pels seus propietaris, 24 estaven llogats i ocupats pels llogaters i 1 estava cedit a títol gratuït; 3 tenien dues cambres, 21 en tenien tres, 36 en tenien quatre i 100 en tenien cinc o més. 134 habitatges disposaven pel capbaix d'una plaça de pàrquing. A 63 habitatges hi havia un automòbil i a 89 n'hi havia dos o més.

### Piràmide de població
La piràmide de població per edats i sexe el 2009 era:
| Homes | Edats   | Dones |
| ----- | ------- | ----- |
| 4     | 95 o +  | 0     |
| 4     | 90 a 94 | 4     |
| 4     | 85 a 89 | 4     |
| 4     | 80 a 84 | 8     |
| 8     | 75 a 79 | 0     |
| 4     | 70 a 74 | 8     |
| 4     | 65 a 69 | 12    |
| 0     | 60 a 64 | 8     |
| 20    | 55 a 59 | 8     |
| 12    | 50 a 54 | 8     |
| 20    | 45 a 49 | 28    |
| 8     | 40 a 44 | 16    |
| 16    | 35 a 39 | 8     |
| 8     | 30 a 34 | 12    |
| 0     | 25 a 29 | 4     |
| 16    | 20 a 24 | 8     |
| 20    | 15 a 19 | 32    |
| 8     | 10 a 14 | 8     |
| 28    | 5 a 9   | 12    |
| 4     | 0 a 4   | 16    |

## Economia
El 2007 la població en edat de treballar era de 250 persones, 176 eren actives i 74 eren inactives. De les 176 persones actives 168 estaven ocupades (85 homes i 83 dones) i 8 estaven aturades (2 homes i 6 dones). De les 74 persones inactives 35 estaven jubilades, 22 estaven estudiant i 17 estaven classificades com a «altres inactius».

### Ingressos
El 2009 a Saint-Aubin-des-Préaux hi havia 162 unitats fiscals que integraven 424 persones, la mediana anual d'ingressos fiscals per persona era de 18.420 €.

### Activitats econòmiques
Dels 9 establiments que hi havia el 2007, 3 eren d'empreses de construcció, 1 d'una empresa de comerç i reparació d'automòbils, 4 d'empreses d'hostatgeria i restauració i 1 d'una empresa de serveis.
Dels 3 establiments de servei als particulars que hi havia el 2009, 1 era un paleta, 1 fusteria i 1 lampisteria.
L'any 2000 a Saint-Aubin-des-Préaux hi havia 26 explotacions agrícoles que ocupaven un total de 708 hectàrees.

## Equipaments sanitaris i escolars
El 2009 hi havia una escola elemental integrada dins d'un grup escolar amb les comunes properes formant una escola dispersa.

## Poblacions més properes
El següent diagrama mostra les poblacions més properes.